# Lanivci
Lanivci (in ucraino Ланівці?; in russo Лановцы?, Lanovcy; in polacco Łanowce; in tedesco Lanowitz) è una città dell'Ucraina (8215 abitanti) situata nel distretto di Kremenec', nell'oblast' di Ternopil'. Ospita l'amministrazione della comunità territoriale di Lanivci, una delle comunità territoriali dell'Ucraina.
Fino al 18 luglio 2020 Lanivci era il centro amministrativo del distretto di Lanivci, abolito come parte della riforma amministrativa dell'Ucraina, che ha ridotto a tre il numero dei distretti dell'oblast' di Ternopil'. L'area del distretto di Lanivci è stata trasferita al distretto di Kremenec'.